# Greda (Gradiška)
Greda (szerbül: Греда), falu Gradiška községben, Bosznia-Hercegovinában, Bosanska krajina területén, a Szerb Köztársaságban. 

## Fekvése
Bosznia-Hercegovina északi részén, Banja Lukától légvonalban 42, közúton 49 km-re északra, községközpontjától légvonalban 5, közúton 7 km-re keletre, 90-92 méteres magasságban, a Gradiška városa és Száva-folyó között elterülő síkságon fekszik.

## Népessége
| Nemzetiségi csoport | Népesség 1991 | Népesség 2013 |
| ------------------- | ------------- | ------------- |
| Szerb               | 137           | 112           |
| Bosnyák             | 0             | 0             |
| Horvát              | 2             | 5             |
| Jugoszláv           | 7             | 0             |
| Egyéb               | 13            | 1             |
| Összesen            | 159           | 118           |

## Története
A település területe 1878-ig tartozott az Oszmán Birodalomhoz, ekkor a berlini kongresszus határozata alapján az Osztrák-Magyar Monarchia része lett. 1879-ben az első osztrák-magyar népszámlálás során a Berbir községhez tartozó településnek 15 háztartása 91 ortodox szerb és 12 katolikus horvát lakosa volt. 1910-ben a Bosanska Gradiškai járáshoz és Kozinci községhez tartozó településen 26 háztartást, 100 ortodox, 27 római katolikus, 2 muszlim és 10 görög katolikus lakost találtak. A monarchia szétesésével 1918-ban előbb a Szerb-Horvát-Szlovén Királyság, majd 1929-től a Jugoszláv Királyság része. Jugoszlávia megszállása után a település a Független Horvát Állam (NDH) része lett. A második világháborúban a településnek 15 halálos áldozata volt, mind szerbek. A falu 1945-től a szocialista Jugoszlávia része volt. A boszniai háború idején a Boszniai Szerb Köztársaság része volt. A daytoni békeszerződést követő területfelosztásnál Bosanska Gradiška község részeként a Szerb Köztársaság területéhez került. 

## Gazdaság
A lakosság főként mezőgazdasággal foglalkozik.

## Nevezetességei
- Szent Mária Magdolna tiszteletére szentelt pravoszláv templom a temetőben áll. Egyhajós, keletelt épület, a nyugati homlokzat feletti, az épület méreteihez képest magas harangtornnyal.